# Теорија везаности
Теорија везаности или теорија привржености (ен. Attachment theory) је психолошка теорија која објашњава међуљудске односе.
Везаност или приврженост (атачмент) је емоционална веза међу појединцима, базирана на привлачности и зависности. Развија се током критичног периода живота и може нестати када појединци немају даље могућности да се емоционално односе једни према другима.